# Hrabia FitzHardinge
Baronowie Segrave 1. kreacji (parostwo Zjednoczonego Królestwa)
- 1831–1857: William FitzHardinge Berkeley, 1. baron Segrave

Hrabiowie FitzHardinge 1. kreacji (parostwo Zjednoczonego Królestwa)
- 1841–1857: William FitzHardinge Berkeley, 1. hrabia FitzHardinge